# Acétate de 1-méthylbutyle
L'acétate de 1-méthylbutyle ou acétate de sec-amyle est l'ester de l'acide acétique avec le pentan-2-ol et de formule semi-développée CH3COOCH(CH3)CH2CH2CH3. C'est un des six isomères de l'acétate d'amyle.